# Scintilla stevensoni
Scintilla stevensoni is een tweekleppigensoort uit de familie van de Galeommatidae. De wetenschappelijke naam van de soort is voor het eerst geldig gepubliceerd in 1932 door Powell.